# Baard (haargroei)

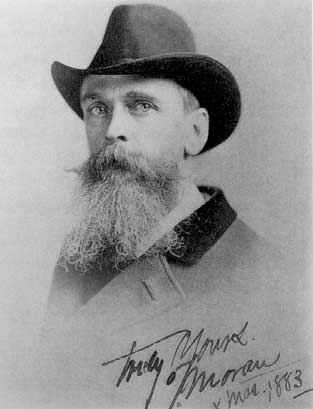
Lange baard van Thomas Moran

Een baard is de haargroei op de onderkaak van een man, maar de benaming wordt in bredere zin ook gebruikt voor de totale gezichtsbeharing om mond, kin en wangen.

## Geschiedenis
Het is onbekend wanneer men begonnen is de gezichtsbeharing af te scheren, maar er zijn in elk geval afbeeldingen uit de tijd van de eerste Egyptische dynastieën overgebleven waarop al baardloze mannen te zien zijn. Aan het dragen van de baard of de vorm ervan is in de loop der geschiedenis vaak een min of meer belangrijke sociaal-culturele betekenis gegeven. Soms werd (en wordt) het afscheren van de baard door religieuze leiders als indruisend tegen het geloof bestempeld (of zelfs 'heiligschennis') en in dat verband is het ook begrijpelijk dat het afscheren van de baarden van een onderworpen vijand soms gebruikt werd om deze extra te vernederen.
Bij de Romeinen werd scheren gezien als symbool van jeugdigheid en was er het belangwekkende ritueel van de depositio barbae; de eerste keer dat een jonge man geschoren werd.
Kaalscheren was gebruikelijk bij de Franken en andere Germanen in die periode. Zij schoren de overwonnen koning of prins, kaal en ontdeden hem van zijn baard, wat een schande en vernedering betekende. 
Het dragen van een baard is in verschillende culturen en perioden steeds weer anders gewaardeerd en door de betekenis die eraan werd toegekend was (en is) het veelal beslist geen kwestie van vrije keuze of en hoe men een baard draagt. In het Macedonisch tijdperk was de baard een symbool van wijsheid en het dragen voorbehouden aan filosofen en oude mannen. Ook in het Europa van de late middeleeuwen raakte het dragen van een baard in onbruik en waren het vooral rechtsgeleerden en oude mannen die nog baarden droegen. Toch wordt de baard ook vaak geassocieerd met mannelijkheid en kracht. Wie kent niet de spreekwoordelijke liedtekst "Al die willen te kaap'ren varen, moeten mannen met baarden zijn...".
In de recentere geschiedenis werd met behulp van de gezichtsbeharing regelmatig (provocerend) uitdrukking gegeven aan een bepaalde politieke of culturele identiteit. Zo verschafte de baardstijl van de Parijse existentialisten hen enige excentriciteit en associeerden de barbudos in Latijns-Amerika zich met de (politiek van de) vrijheidsstrijd van Fidel Castro en Che Guevara.
In Europa en Amerika wordt de baard tegenwoordig meestal geheel afgeschoren, hoewel de baard in de 21e eeuw weer een comeback lijkt te maken.

## Verschijningsvormen

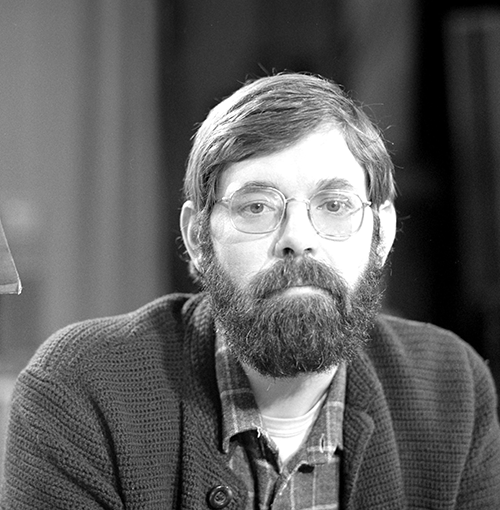
de volle baard
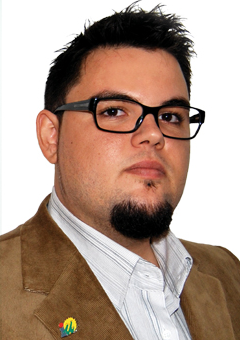
de sik, de haargroei op de kin.
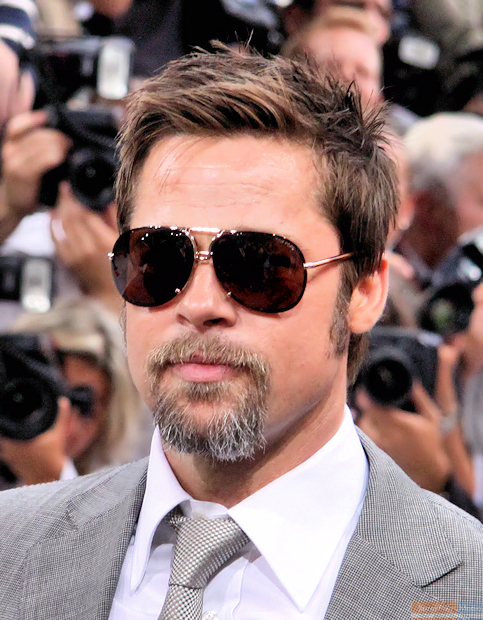
de ringbaard, in elkaar vloeiende snor en sik.
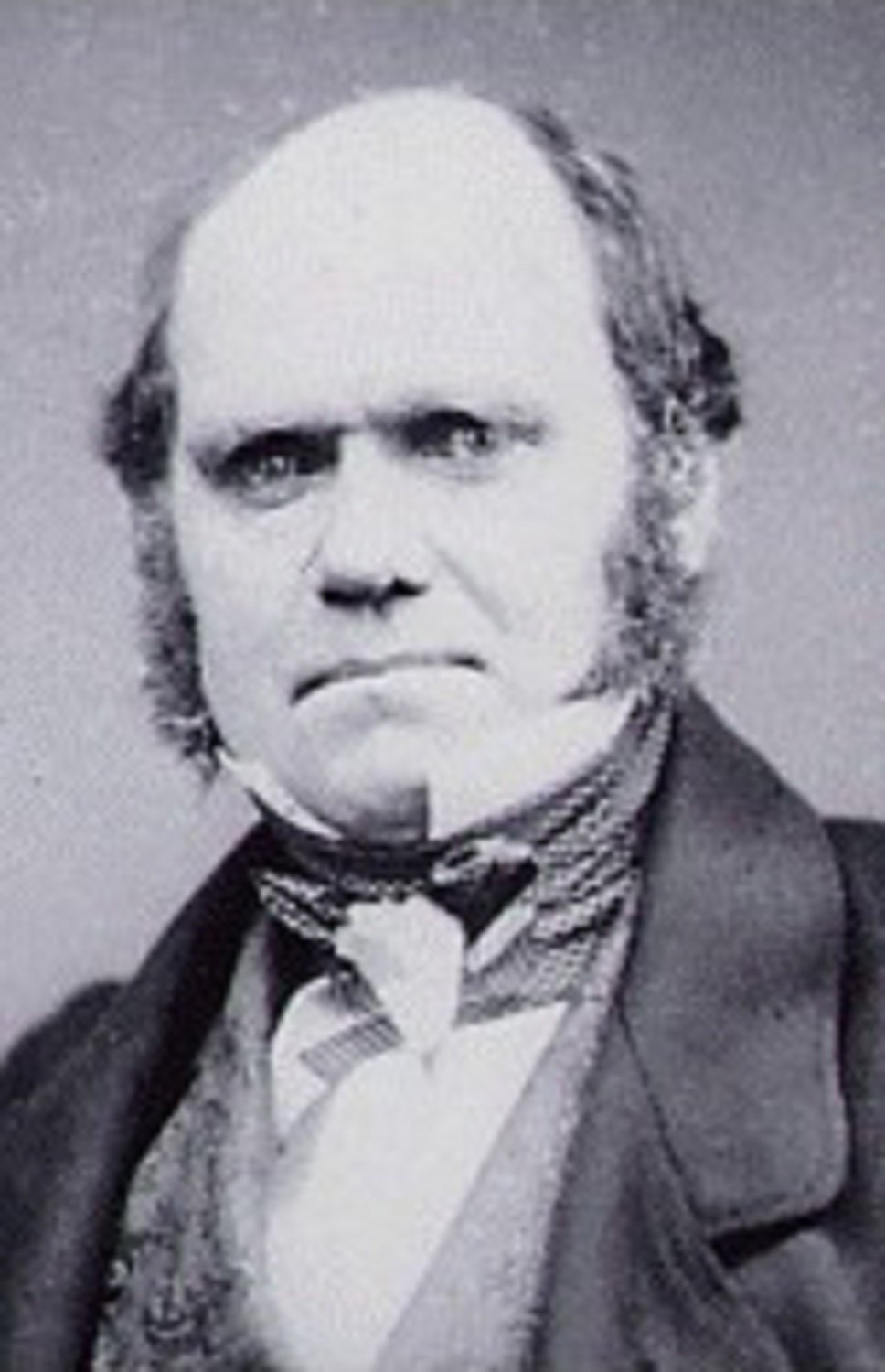
de bakkebaard, de haargroei op de wangen.
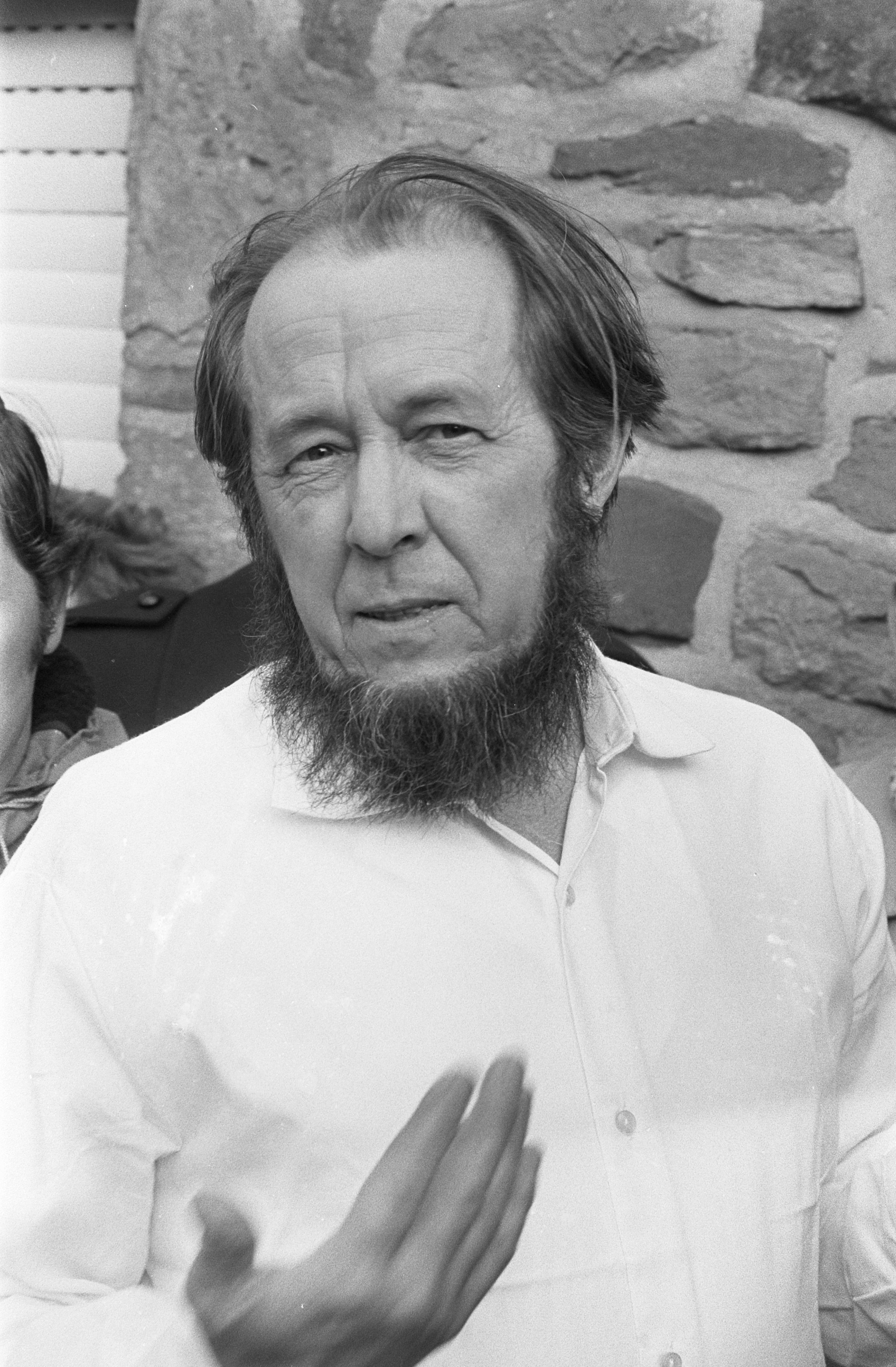
de kabouterbaard, volle baard zonder snor.
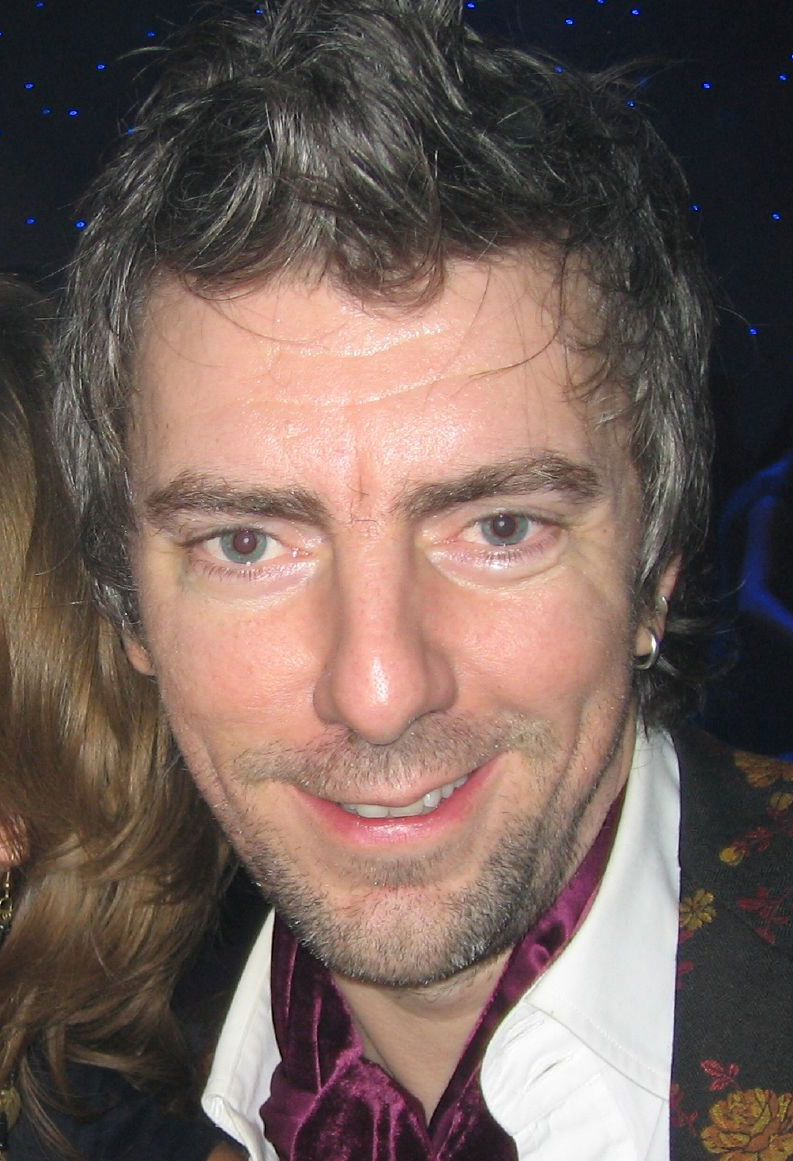
de stoppelbaard, zeer korte baard, alsof deze pas een à twee dagen oud is.

## Gerelateerd
- de soul patch, haargroei net onder de onderlip.
- de snor, de haargroei boven de bovenlip.

## Ontharing

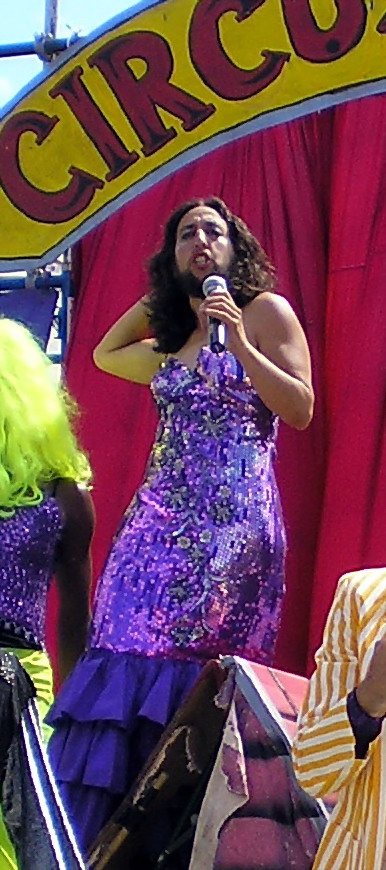
Jennifer Miller, bebaarde vrouw

Bij vrouwen met een verhoogde gevoeligheid voor androgenen komt hirsutisme voor - zij hebben baardgroei. Man-naar-vrouw-transseksuelen hebben meestal ook baardgroei. Bij beide groeperingen worden de baardharen geëpileerd, waarbij de blendmethode het meest gebruikelijk is. Hierbij duwt men een elektrische naald in het haarzakje, waarlangs men zwakke wisselstroom leidt hetgeen de haar doet loslaten. Daarna volgt een zwakke gelijkstroom (negatief geladen) hetgeen het haarzakje doet dichtbranden.
Ook lasertherapie wordt toegepast. Hierbij worden flitsen laserlicht op de haren gericht waardoor deze loslaten en het haarzakje dicht brandt.
Man-naar-vrouw-transseksuelen slikken bovendien anti-androgenen (meest Androcur) dat de werking van lichaamseigen androgenen onderdrukt. Naast het ineenschrompelen van de zaadballen en het daarmee terugvallen van de spermaproductie en het verminderen van de geslachtsdrift onderdrukt dit middel de lichaamsbeharing, waaronder de baardgroei.
Bij vrouw-naar-man transseksuelen helpen de geïnjecteerde androgenen de baardgroei op gang, zo niet is implanteren mogelijk om een acceptabel mannelijk uiterlijk te verkrijgen.
Daarnaast ontharen ook sommige niet-transseksuele mannen hun gezicht. Dit gebeurt om verschillende redenen, onder andere uit gemak (men hoeft zich namelijk niet meer of amper meer te scheren), maar ook om androgyne redenen.

## Bekende baarddragers
- Abraham, stamvader der Joden
- De Hertog van Alva, Spaans militair en landvoogd
- Julianus Apostata, Romeins keizer
- Yasser Arafat, PLO-leider
- Archimedes, Grieks wiskundige
- Aristoteles, Grieks wetenschapper
- De klassieke bezetting van Average White Band (behalve drummer Steve Ferrone)
- Barbarossa, Duits koning
- Hannibal Barkas, Carthaags militair
- De Beach Boys in de jaren 70 en begin jaren 80. Alleen Carl Wilson bleef tot aan zijn overlijden de baard trouw.
- De Beatles rondom de breuk van 1970; Ringo Starr (en in mindere mate George Harrison) werd de meest serieuze drager.
- Benny en Björn van ABBA (respectievelijk sinds 1970 en 1982)
- Buffalo Bill, Amerikaans avonturier en entertainer
- Jean-Bédel Bokassa, Centraal-Afrikaans dictator
- Joost Belinfante (CCC Inc. en Doe Maar), Nederlands multi-instrumentalist
- Osama Bin Laden, Saoedi-Arabisch terrorist
- Brian Blessed, Brits acteur
- Björn Borg, Zweeds tennisspeler
- August Borms, Belgisch politicus en activist
- Pieter Bruegel de Oude, Zuid-Nederlands/Vlaams schilder
- Lindsey Buckingham, Amerikaans zanger en gitarist (in de jaren 70)
- Michelangelo Buonarotti, Italiaans schilder
- George Carlin, Amerikaans komiek
- Fidel Castro, Cubaans president
- De meeste leden van The Cats
- Sébastien Chabal, Frans rugbyspeler
- Jezus Christus, stichter van het christendom (volgens de traditionele voorstelling)
- Billy Connolly, Schots acteur, komiek en zanger
- Miel Cools, Belgisch zanger en gitarist
- Eric Corton, Nederlands acteur, zanger en radio-/tv-presentator
- Leonardo Da Vinci, Italiaans schilder en wetenschapper
- Jerry Dammers, Brits pianist en mensenrechtenactivist
- Charles Darwin, Brits bioloog
- Antoine Denert, Belgisch politicus
- Diogenes van Sinope, Grieks filosoof
- The Dubliners, Ierse folkband
- Nico Dijkshoorn, Nederlands dichter en columnist (op latere leeftijd)
- Steve Earle, Amerikaans zanger en gitarist
- Farce Majeure (behalve Ted de Braak en Jan Fillekers)
- Filip van België, Belgisch koning
- Torre Florim (De Staat), Nederlands zanger en gitarist
- Foo Fighters-leden Dave Grohl en Taylor Hawkins
- Sigmund Freud, Oostenrijks psycholoog
- George V van het Verenigd Koninkrijk, Brits koning
- Marvin Gaye, Amerikaans soulzanger (sinds de opnamen van What's Going On)
- Maurice en Barry Gibb van de Bee Gees. Ook Robin Gibb heeft korte tijd een baard gehad.
- Andrew Gold, Amerikaans zanger en pianist
- W.G. Grace, Brits cricketspeler
- Ulysses S. Grant, Amerikaans generaal en president
- Antoine Perrenot de Granvelle, Frans kardinaal
- Ferre Grignard, Belgisch zanger
- Che Guevara, Argentijns militair
- Gustaaf I van Zweden, Zweeds koning
- Hadrianus, Romeins keizer
- Ernest Hemingway, Amerikaans schrijver
- Henry VIII, Brits koning
- James Hetfield, Amerikaans metalzanger en gitarist
- Saddam Hoessein, Irakees dictator (na zijn arrestatie in 2003)
- Chiem van Houweninge, Nederlands scenarist en acteur
- Ron Howard, Amerikaans acteur en regisseur (op later leeftijd)
- Henrik Ibsen, Noors toneelschrijver
- Ivan de Verschrikkelijke, Russisch tsaar
- Paul Jambers, Belgisch journalist
- Jesse James, Amerikaans crimineel
- Wyclef Jean, Haïtiaans/Amerikaans zanger, gitarist en producer
- Ned Kelly, Australisch crimineel
- Khomeini, Iraans geestelijk leider
- Jan Kruis, Nederlands striptekenaar
- Stanley Kubrick, Amerikaans filmregisseur
- Don Lawrence, Brits striptekenaar
- Vladimir Lenin, Russisch president
- Sergio Leone, Italiaans filmregisseur
- Leopold II van België, Belgisch koning
- Abraham Lincoln, Amerikaans president
- Martin Lodewijk, Nederlands striptekenaar en scenarist
- George Lucas, Amerikaans filmregisseur
- Maharishi Mahesh Yogi, Indisch sekteleider
- Makarios, Cypriotisch aartsbisschop en president
- Charles Manson, Amerikaans crimineel
- Paul Marchal, Belgisch politicus en activist
- Bob Marley, Jamaicaans reggaezanger en gitarist
- Karl Marx, Duits econoom en filosoof
- Billy Mays, Amerikaans televisiepresentator
- Ho Chi Minh, Vietnamees president
- Alan Moore, Brits striptekenaar
- Mozes, profeet
- Willie Nelson, Amerikaans countryzanger
- Chuck Norris, Amerikaans acteur
- Krist Novoselic, Kroatisch-Amerikaans basgitarist
- Reinout Oerlemans, Nederlands tv-producent en regisseur (sinds de opnamen van Nova Zembla)
- Passenger, Brits zanger en gitarist
- Jelle Paulusma (Daryll-Ann), Nederlands zanger en gitarist
- Luciano Pavarotti, Italiaans operatenorzanger
- Teddy Pendergrass, Amerikaans soulzanger
- Lee 'Scratch' Perry, Jamaicaans reggaezanger en producer
- Plato, Grieks filosoof
- Raspoetin, Russisch adviseur
- Kardinaal de Richelieu
- Axl Rose, Amerikaans zanger
- Rasti Rostelli, Nederlands hypnotiseur
- Salman Rushdie, Brits schrijver
- Seasick Steve, Amerikaans blueszanger en gitarist
- Haile Selassie, Ethiopisch keizer
- George Bernard Shaw, Iers toneelschrijver
- Bashir Shihab II, Libanees emir
- Socrates, Grieks filosoof
- Steven Spielberg, Amerikaans filmregisseur
- Mr. T, Amerikaans acteur
- Alfred von Tirpitz, Duits generaal
- Leonid Trotski, Russisch schrijver en politicus
- Walter Ulbricht, Duits politicus
- Urbanus, Belgisch komiek, zanger en stripscenarist
- Vader Abraham, Nederlands zanger
- Walter Van Beirendonck, Belgisch modeontwerper
- Roland Van Campenhout, Belgisch zanger en gitarist
- Ivo Van Damme, Belgisch atleet
- Vincent Van Gogh, Nederlands schilder
- Willem van Oranje, Nederlands prins
- Jean-Pierre Van Rossem, Belgisch crimineel
- Willem Vermandere, Belgisch zanger en gitarist
- Harry Vermeegen, Nederlands televisiepresentator (tot aan zijn periode bij Yorin)
- Bram Vermeulen, Nederlands zanger
- Orson Welles, Amerikaans filmregisseur (op latere leeftijd)
- Barry White, Amerikaans soulzanger
- Maurice White, Amerikaans zanger, drummer en producer
- Robert Wyatt, Brits zanger en multi-instrumentalist
- Zakk Wylde, Amerikaans gitarist
- Thom Yorke (Radiohead), Brits zanger en gitarist
- Brigham Young, Amerikaans theoloog
- Zwartbaard, Brits piraat
- De twee gitaristen, Dusty Hill en Billy Gibbons, van ZZ Top

## Bekende fictieve baarddragers
- Koning Arthur
- Baard
- Professor Bacterie
- Professor Barabas
- Jasper Beardley
- Blake
- Blauwbaard
- Bluto
- Coffin Joe
- Douwe Dabbert
- David de Kabouter
- Dumbledore
- Gandalf
- Meneer Griezel in De Griezels
- Grote Smurf
- Kapitein Haddock
- Hägar de Verschrikkelijke
- Halvar, de vader van Wickie de Viking
- Koning Hollewijn
- Kapitein Iglo
- Iznogoud
- Jafar
- Jan, Piet, Joris en Corneel uit Al die willen te kaap'ren varen
- Jerom
- Olle Kapoen
- Kabouter Plop
- Kabouter Wesley
- Karel, uit Willem Peper
- De Kerstman
- Krimson
- De vader van Pippi Langkous
- Maestro in Er was eens...
- Merlijn
- Prins Namor (als geheugenloze zwerver)
- Mr. Natural
- Hocus P. Pas
- Paulus de boskabouter
- Pinkeltje
- Zbygniew Prlwytzkofsky
- Roodbaard en zijn parodieuze evenbeeld uit Asterix
- Schommelbuik
- Sinterklaas
- Jack Sparrow
- Oscar Abraham Tuizentfloot
- Urbanus (de stripfiguur)
- Uncle Sam
- Vadertje Tijd
- De zeven dwergen (behalve Dopey) in Disney's versie van Sneeuwwitje.
- Professor Zonnebloem